# Carl Hartmann (Fußballspieler)
Carl Hartmann (* 8. Februar 1894 in Potsdam; † 9. Dezember 1971) war ein deutscher Fußballspieler.

## Karriere

### Vereine
Hartmann gehörte von 1905 bis 1923 der Potsdamer Sport-Union an, für die er in der vom Verband Berliner Ballspielvereine bis Saisonende 1910/11, in der vom Verband Brandenburgischer Ballspielvereine bis Saisonende 1920/21 organisierten zweiten Spielklasse Punktspiele bestritt. Aufstieg bedingt bestritt er die Saison 1921/22 und 1922/23 in der ersten Klasse und damit Spiele um die Meisterschaft.
Nach einem Spiel im Städtevergleich zwischen Berlin und Hamburg, in dem er drei Tore erzielte, boten sowohl der SC Victoria Hamburg als auch der Eimsbütteler TV dem Stürmer Hilfe beim beruflichen Fortkommen an. Er gab schließlich dem SC Victoria Hamburg den Vorzug und spielte von 1923 bis 1928, einige Jahre gemeinsam mit seinem Bruder Erich, auf der Hohenluft.
Um diesen Vereinswechsel gab es eine erbitterte Auseinandersetzung der beiden benachbarten Clubs, die sich gegenseitig der „Spielerziehung“ bezichtigten, also praktisch des Verstoßes gegen Amateurbestimmungen. Dies führte schließlich zum Rücktritt des NFV-Vorsitzenden August Bosse, der auch die Fußballabteilung des Eimsbütteler TV führte.
In den vom Norddeutschen Fußball-Verband organisierten Meisterschaften kam er in der Bezirksliga Groß-Hamburg zum Einsatz. Im Alsterkreis belegte er 1924, 1926, 1927 und 1928 jeweils den zweiten Platz hinter dem Hamburger SV. In seiner letzten Saison für die Hamburger nahm er an der Endrunde um die Norddeutsche Fußballmeisterschaft teil und schloss diese als Drittplatzierter ab.

### Nationalmannschaft
Hartmann bestritt vier Länderspiele für die A-Nationalmannschaft, wobei er am 10. Mai 1923 in Hamburg beim torlosen Unentschieden gegen die Nationalmannschaft der Niederlande debütierte. In seinem zweiten Einsatz als Nationalspieler, beim 2:1-Sieg im Testspiel gegen die Schweizer Nationalmannschaft, erzielte er am 3. Juni 1923 in Basel die Tore zum 1:0 in der dritten und zum 2:0 in der 71. Minute. Seinen letzten beiden Länderspiele wurden gegen die Nationalmannschaften Finnlands am 12. August 1923 in Dresden und Schwedens am 31. August 1924 in Berlin mit 1:2 und 1:4 verloren.